# Basílica de San Miguel (Palma de Mallorca)
La Basílica de San Miguel antes iglesia de San Miguel, fue proclamada basílica menor el domingo 7 de octubre de 2018 según decreto firmado por el Papa Francisco el 19 de marzo de 2018. Está situada en la calle San Miguel de Palma de Mallorca (Mallorca, Islas Baleares, España). Pertenece a la diócesis de Mallorca.

## Historia
Está considerada como una de las iglesias más antiguas de Palma. Ocupa el lugar donde se situaba una mezquita y ya el 31 de diciembre de 1229, como iglesia consagrada cristiana, pudo celebrarse allí la primera misa intramuros. La leyenda dice que está dedicada al Arcángel Miguel por ser el patrono del dominico fray Miguel de Fabra, confesor de Jaime I de Aragón el Conquistador. 
En el siglo XIV se construyó una iglesia más importante en estilo gótico, de una sola nave con capillas laterales y una torre campanario de planta cuadrada. Durante el siglo XVII fue ampliada y reconstruida en estilo barroco.
Se conserva la portada gótica iniciada en 1398 por el escultor Pere de Sant Joan, donde destaca la escultura de Ramon Llull en su parte superior izquierda y una Virgen con el Niño y dos ángeles en el tímpano. También se conserva el campanario gótico, coronado por una estructura piramidal, típica mallorquina.
En su interior, mayormente barroco, destaca su retablo, obra de Francisco de Herrera, donde está representado su titular, San Miguel venciendo al demonio, además de los arcángeles San Gabriel y San Rafael.
Dentro también se encuentra el Santuario de la Virgen María de la Salud (Mare de Déu de la Salut), patrona de Palma de Mallorca, cuya imagen dice la leyenda que la trajo en su galera el rey Jaime I en el siglo XIII.

## Galería

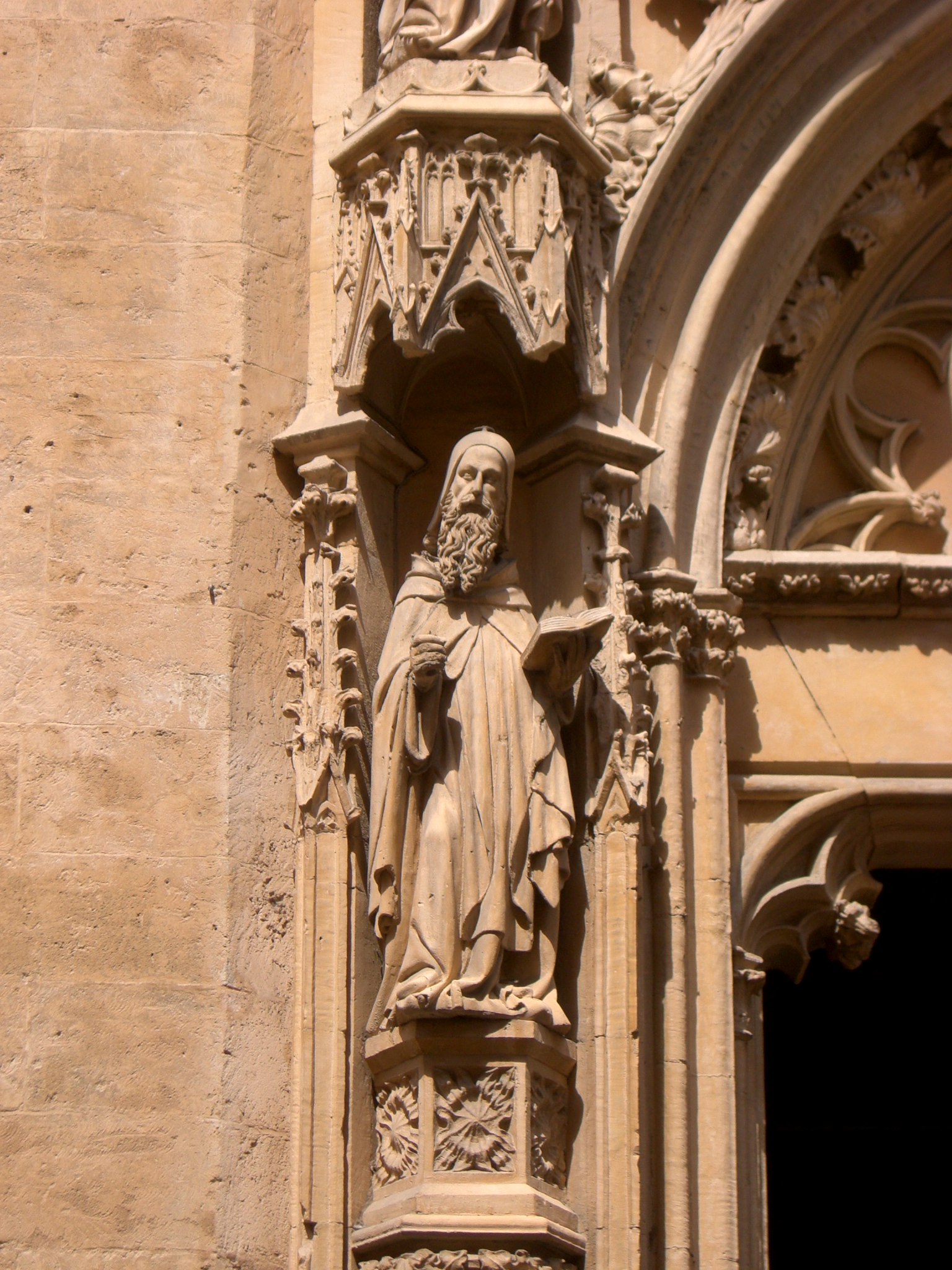
Escultura gótica de Ramon Llull en la portada.
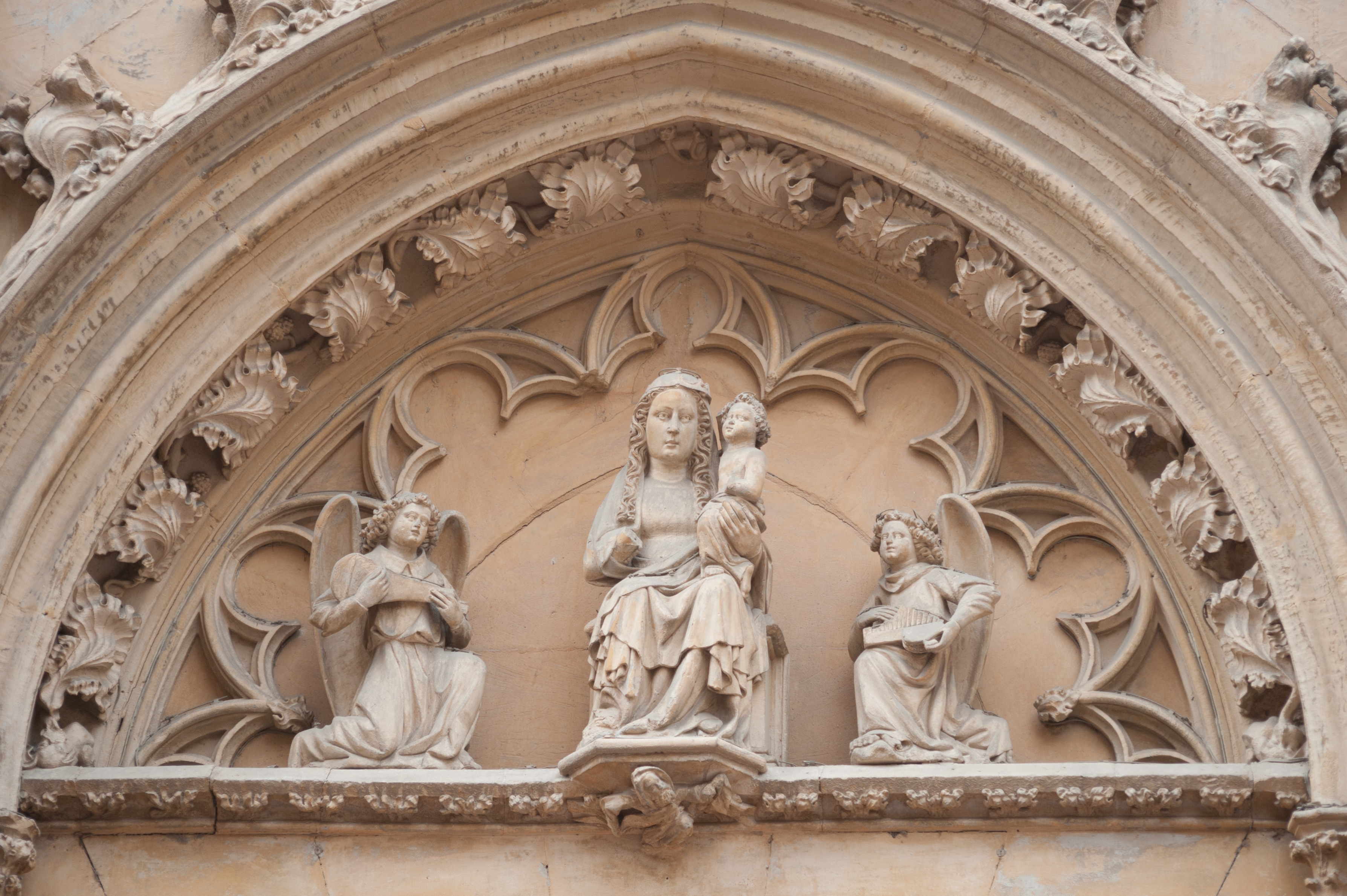
En el tímpano, Virgen con el Niño y dos ángeles.
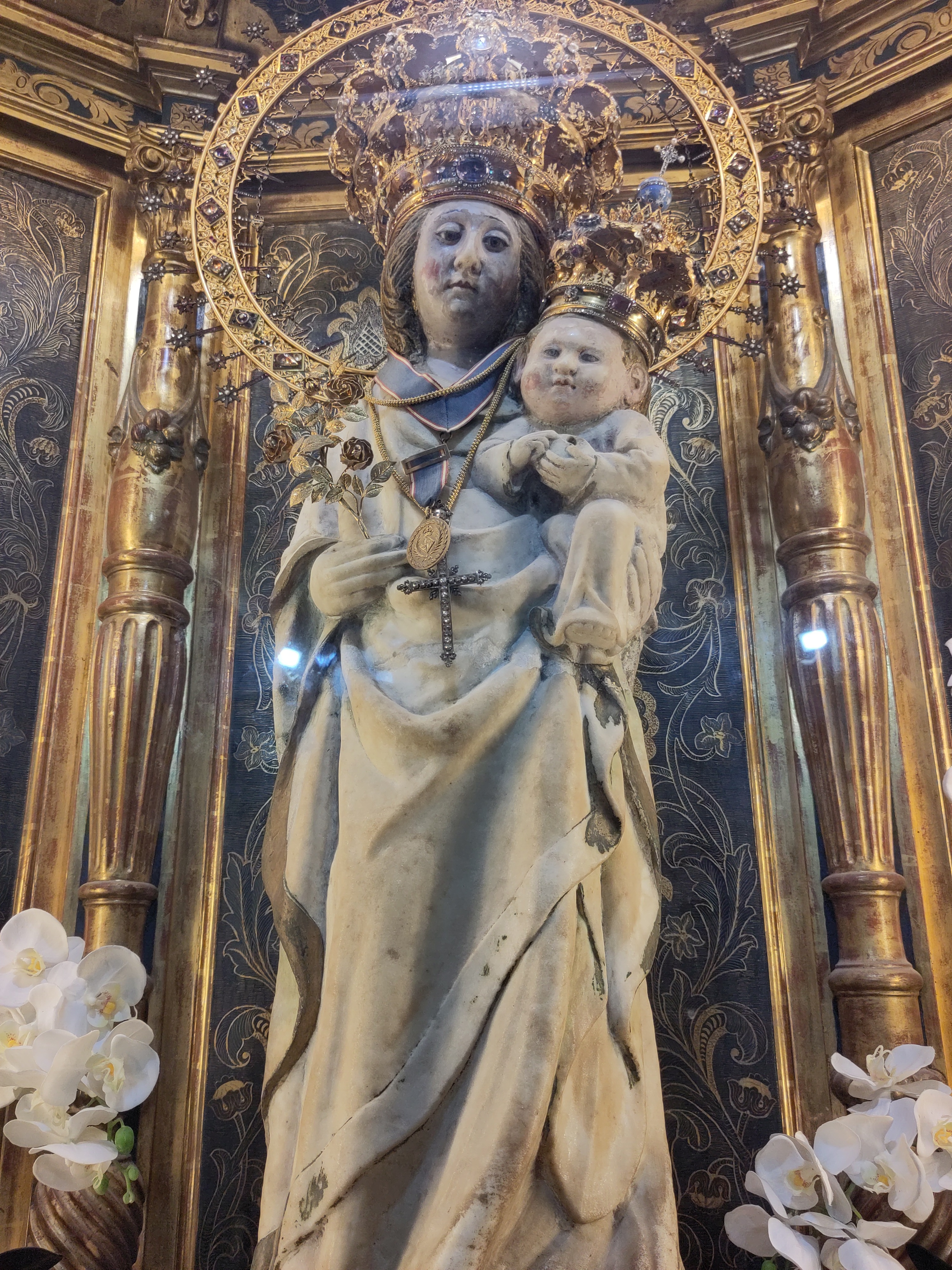
Imagen de la Virgen de la Salud, patrona de Palma de Mallorca.